# 芙蘿拉

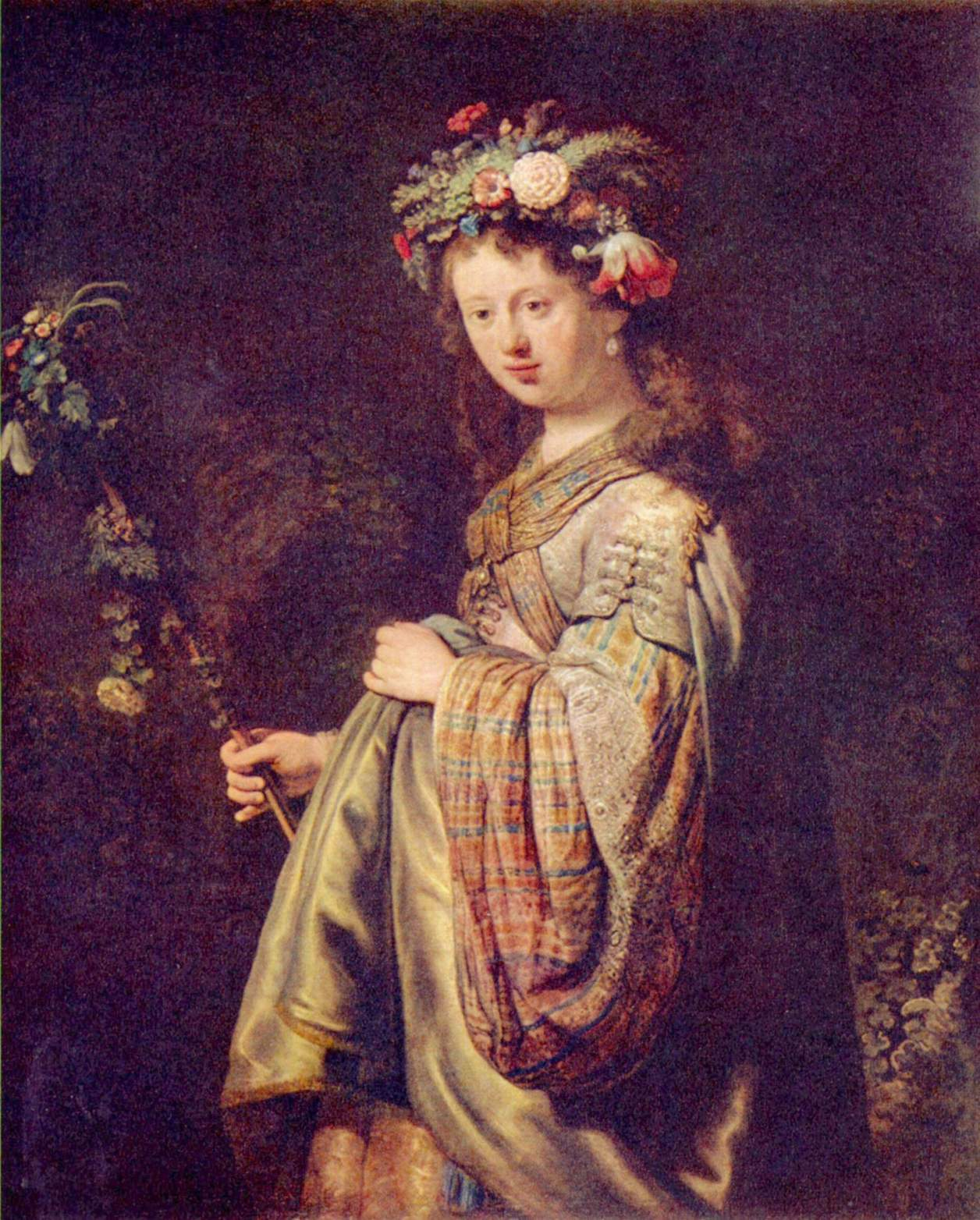
佛洛拉

芙蘿拉，或譯佛洛拉、福羅拉（拉丁文：Flora）罗马神话中司花朵、青春与欢乐的女神。
在罗马神话中，佛洛拉是西风之神仄费罗斯的情人，后者给了她掌管花朵和青春永驻的权利。纪念她的节日是每年的4月28日至5月3日。在古罗马时代，该节日的仪式非常盛大，包括举行竞技活动。在古典时代的艺术作品中，佛洛拉的形象通常是一个与鲜花相伴的少女。
佛洛拉在希腊神话中的对应者是克洛里斯（春天与花朵的女神）。
小行星花神星的名字来自佛洛拉。

## 相關
- 芙罗拉丽亚节